# Open Rouen Métropole 2025
L'Open Rouen Métropole 2025, chiamato anche Open Capfinances Rouen Métropole per motivi di sponsorizzazione, è un torneo di tennis femminile giocato sui campi in terra rossa al coperto. È la 4ª edizione del torneo, facente parte della categoria WTA 250 nell'ambito del WTA Tour 2025. Il torneo si gioca al Kindarena Sports Complex di Rouen in Francia dal 14 al 20 aprile 2025.

## Partecipanti al singolare

### Teste di serie
| Nazionalità | Giocatrice        | Ranking* | Testa di serie |
| ----------- | ----------------- | -------- | -------------- |
| Ucraina     | Elina Svitolina   | 18       | 1              |
| Rep. Ceca   | Linda Nosková     | 33       | 2              |
| Serbia      | Olga Danilović    | 39       | 3              |
| Stati Uniti | McCartney Kessler | 43       | 4              |
| Giappone    | Moyuka Uchijima   | 51       | 5              |
| Stati Uniti | Alycia Parks      | 54       | 6              |
| Italia      | Lucia Bronzetti   | 59       | 7              |
| Regno Unito | Sonay Kartal      | 60       | 8              |

* Ranking al 7 aprile 2025.

### Altre partecipanti
Le seguenti giocatrici hanno ricevuto una wild card per il tabellone principale:
- Bianca Andreescu
- Loïs Boisson
- Elsa Jacquemot
- Diane Parry

La seguente giocatrice è entrata in tabellone con il ranking protetto:
- Alizé Cornet

Le seguenti giocatrici sono passate dalle qualificazioni:

- Camilla Rosatello
- Fiona Ferro
- Nao Hibino
- Aleksandra Krunić
- Tiantsoa Rakotomanga Rajaonah
- Margaux Rouvroy

Le seguenti giocatrici sono entrate in tabellone come lucky loser:
- Nuria Brancaccio
- Linda Fruhvirtová
- Jessika Ponchet

### Ritiri
Prima del torneo
- Èlina Avanesyan → sostituita da  Anna Blinkova
- Irina-Camelia Begu → sostituita da  Harriet Dart
- Marie Bouzková → sostituita da  Suzan Lamens
- Alizé Cornet → sostituita da  Jessika Ponchet
- Caroline Garcia → sostituita da  Linda Fruhvirtová
- Sofia Kenin → sostituita da  Bernarda Pera
- Ann Li → sostituita da  Alizé Cornet
- Magda Linette → sostituita da  Kamilla Rachimova
- Kamilla Rachimova → sostituita da  Nuria Brancaccio
- Emma Raducanu → sostituita da  Jaqueline Cristian
- Kateřina Siniaková → sostituita da  Elena-Gabriela Ruse
- Viktorija Tomova → sostituita da  Caroline Garcia
- Wang Xinyu → sostituita da  Jil Teichmann

## Partecipanti al doppio

### Teste di serie
| Nazione     | Giocatrice       | Nazione     | Giocatrice      | Ranking* | Seed |
| ----------- | ---------------- | ----------- | --------------- | -------- | ---- |
|             | Irina Chromačëva | Rep. Ceca   | Linda Nosková   | 98       | 1    |
| Giappone    | Makoto Ninomiya  | Polonia     | Katarzyna Piter | 110      | 2    |
| Regno Unito | Emily Appleton   | Cina        | Tang Qianhui    | 148      | 3    |
| Giappone    | Nao Hibino       | Regno Unito | Maia Lumsden    | 163      | 4    |

* Ranking al 7 aprile 2025.

### Altre partecipanti
Le seguenti coppie di giocatrici hanno ricevuto una wild card per il tabellone principale:
- Elsa Jacquemot /  Jessika Ponchet
- Tiphanie Lemaître /  Margaux Rouvroy

## Campionesse

### Singolare
Elina Svitolina ha sconfitto in finale  Olga Danilović con il punteggio di 6-4, 7-6(8).

### Doppio
Aleksandra Krunić /  Sabrina Santamaria hanno sconfitto in finale  Irina Chromačëva /  Linda Nosková con il punteggio di 6-0, 6-4.